# Programa Águas Brasileiras
O Programa Águas Brasileiras é um conjunto de medidas propostas pelo Governo Federal em 18 de dezembro de 2020, destinadas a impulsionar iniciativas de preservação e recuperação de áreas degradadas nas bacias hidrográficas, em parceria com o setor produtivo rural.
O objetivo do programa é desassorear rios e preservar as nascentes, e, desta maneira, ampliar a quantidade e a qualidade de água disponível para o consumo e para o setor produtivo.
O programa tem a participação da UFVJM.
Alguns criticam o programa devido ao curto prazo para elaboração dos projetos, considerados complexos, o que supostamente dificulta o acesso, em condições de igualdade, entre instituições (com ou sem fins lucrativos) interessadas na sua execução, criando dificuldades para entidades de menor porte.
O Programa Águas Brasileiras é financiado, em sua maior parte, pela iniciativa privada.